# Шепелина, Наталья Владимировна
Ната́лья Влади́мировна Шепе́лина (24 февраля 1981, Челябинск, СССР) — российская и казахстанская ватерполистка, двукратная чемпионка Европы и участница Олимпийских игр. Заслуженный мастер спорта Российской Федерации.

## Карьера
На Олимпиаде в Пекине Евгения в составе сборной России заняла 7-е место. Чемпионка России в сезонах 1998/99 и 1999/2000.
Выступала за российские команды «Уралочка-ЗМЗ» и «КИНЕФ-Сургутнефтегаз», а также казахстанскую «Айша-Биби».
На чемпионате мира 2013 года выступала за сборную Казахстана.
Выступая за сборную Казахстана, стала бронзовым призёром Азиады-2014 в Инчхоне.

## Образование
Окончила Южно-Уральский государственный университет.